# Яновский, Николай Максимович
Николай Максимович Яновский (ок. 1764 или 1767, Харьковская губерния, Российская империя ― 3 марта 1826, Одесса, Херсонская губерния, Российская империя) ― русский писатель, переводчик конца XVIII — начала XIX вв.

## Биография
Родился в небогатой семье дворянина, офицера Слободского казачьего войска — за год до расказачивания Слободских полков. Учился «в харьковских училищах латынскому и французскому языкам, поэзии, риторике и филозофии, также истории и географии, арифметике и математике».
В 1775—1784 гг. служил в Ахтырском гусарском полку (бывшем казачьем), вышел в отставку прапорщиком. С февраля 1787 года служил в Государственном заёмном банке, с сентября 1791 года ― на петербургском почтамте. С 1799 года коллежский асессор, с 1801 года секретарь при канцелярии главного директора российских почт Д. П. Трощинского, надворный советник. С 1803 года правитель канцелярии в Главном почтовом правлении. С 1805 года секретарь Почтового департамента. В 1809—1810 гг. ревизовал почтовые станции от Петербурга до Москвы и на Украине.
С февраля 1812 года — начальник Первого Отделения Почтового департамента. С апреля 1814 года статский советник.
Оказывал поддержку племяннику жены ― будущему географу и этнографу П. И. Кёппену.

## Творчество
Первые публикации ― в 1787 году в журналах «Зеркало света» и «Лекарство от скуки и забот»: прозаические переводы с французского и свои стихи, включённые позже в сборник «Плоды праздного времени, или Разные мелкие стихотворения» (1788), посвящённый «другу добродетели и истины» Д. И. Ставискому.
В журнале «Санкт-Петербургский Меркурий» (1793) опубликовал три перевода с французского: «Изображение честного человека», где рисуется идеальная личность, «возвышающаяся единообразною правотою своего поведения»; «Утренняя прогулка» — «блаженство в лоне природы», достигаемое чувствительной личностью; «Вечерняя прогулка» с рассуждениями о тщетности жизни.
Отдельной книжечкой изданы «Стихи на торжественное и всерадостное обручение Их Императорских Высочеств великого князя Александра Павловича и великой княжны Елизаветы Алексеевны» (1793).
С 1803 по 1806 гг. Н. М. Яновский издавал при Российской Академии наук, с посвящением императору Александру I, большой «Новый словотолкователь, расположенный по алфавиту, содержащий разные в российском языке встречающиеся иностранные речения и технические термины, значение которых не всякому известно, каковы суть между прочими: астрономические, математические и пр.» (Ч. 1—3). Словотолкователь отличается глубиной и обстоятельностью, в нём даётся едва ли не первое в русской словесности разъяснение термина «Аббревиатура».